# Государственный совет геральдики Грузии

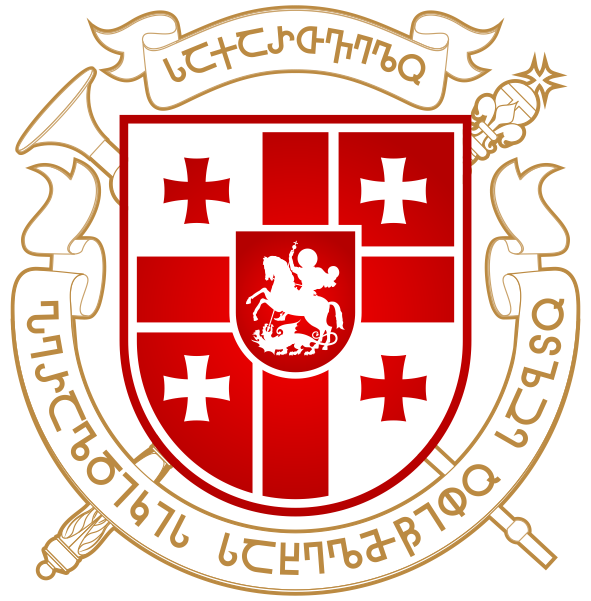
Эмблема Государственного совета геральдики при Парламенте Грузии

Флаг Государственного совета геральдики при Парламенте Грузии

Государственный совет геральдики при Парламенте Грузии (груз. საქართველოს პარლამენტთან არსებული ჰერალდიკის სახელმწიფო საბჭო, Сакартвелос парламентан арсебули хералдикис сахелмципо сабчо) — консультативный орган, заведующий вопросами политики в области геральдики. Образован 29 февраля 2008 года в Парламенте Грузии в Тбилиси. Совет даёт указания и рекомендации Правительству Грузии по всем вопросам геральдики, во главе совета стоит Председатель, назначаемый и снимаемый с должности спикером Парламента Грузии. Председателем совета с 2008 года является Эльдар Шенгелая, заместитель председателя — Мамука Гонгадзе.

## Образование совета
9 апреля 1991 года была провозглашена независимость Грузии, вследствие чего возникла необходимость в утверждении флага и герба новой страны. 16 декабря 1993 года была принята резолюция об образовании Рабочей группы по предложениям о государственных символах Грузии при Парламенте Грузии: группа должна была подготовить полный список вариантов государственных символов страны. 7 февраля 1994 года аналогичная Рабочая группа появилась при Правительстве Грузии, которая готовила свои предложения по Конституции Грузии. 19 августа 1994 года был утверждён план, предложенный Комиссией по Знамени вооружённых сил Грузии и государственным наградам, во главе которой стоял тогда премьер-министр страны.
17 января 1996 года Эльдар Шенгелая, заместитель председателя Рабочей группы по государственным символам Грузии, выступил с речью, в которой предложил образовать Действующий государственный геральдический совет при Президенте Грузии. 12 августа президент Грузии подписал указ «Об образовании Государственной комиссии по символам Грузии», во главе которой должен был стоять собственно президент Грузии. Комиссия должна была подготовить и объявить конкурс на новые государственные символы, обеспечить общественное обсуждение конкурсных материалов, создать жюри и т. д. Комиссия должна была также обеспечить единую государственную политику в геральдической сфере, образовать Государственный геральдический совет и сформировать принципы использования и охраны государственных символов. В тот же день образована неправительственная организация «Грузинское геральдическое общество». В 1997 году была образована Группа инфраструктуры при Парламенте, которая совместно работала с Комиссией по символам.
2 марта 2004 года президент Грузии подписал указ об образовании Временной комиссии по государственным символам и предложениям, которая провела конкурс по выбору государственного герба. 14 августа для осуществления контроля за исполнением единой государственной политики в области геральдики и определения правового статуса государственных символов, а также их использования и защиты, образована Геральдическая комиссия при Президенте Грузии в соответствии с указом № 333. На основании этого принята Резолюция Парламента Грузии от 29 февраля 2008 (№ 5778-IR), по которой образован Государственный совет геральдики при Парламенте Грузии. Совет осуществляет единую государственную политику по вопросам геральдики в стране.

## Цели и задачи
- разработка предложений по государственным символам
- разработка предложений по использованию государственных символов
- участие в создании государственных символов Абхазии и Аджарии, органов самоуправления, определении правил использования и разработка соответствующих рекомендаций
- разработка предложений по созданию и применению государственных символов и знаков различия
- геральдическая экспертная оценка государственных символов и знаков различия, подготовка соответствующих выводов по созданию и использованию
- признание черновых нормативных актов о включении новых государственных символов и знаков различия, подготовка соответствующих выводов
- вопрос геральдического материала в сфере собственной компетенции
- пропаганда государственных символов и их значимости в стране
- развитие и поддержка официального сайта Государственного совета геральдики
- решение иных вопросов, связанных с регуляцией государственных символов
- выполнение иных задач в рамках законодательства Грузии

## Выставки
- Выставка временных государственных символов Грузии в Они
- Выставка временных государственных символов Грузии в Цагери и Амбролаури
- Выставка в Самцхе-Джавахети
- Выставка в Дманиси и Болниси
- Выставка государственных символов и конференция в Батуми
- Выставка государственных символов в Дни диаспоры в Грузии
- Выставка в Дуиси
- Выставка в Душети
- День государственного флага Грузии
- Выставка в Кварели